# Неве, Фелипе де
Фелипе де Неве (исп. Felipe de Neve, 1724, Байлен — 17 июня 1784, Коауила) — испанский губернатор обеих Калифорний с 1777 по 1782 год.
Во время его правления лейтенант Хосе Хоакин Морага заложил Сан-Франциско на месте, выбранном Хуаном Баутиста де Анса в 1776 году. Позднее, также Хуаном Баутиста де Анса, по инициативе вице-короля Антонио Марии де Букарели, был основан г. Сан-Хосе — первое поселение в колонии Новая Калифорния (позднее переименованной в Верхнюю Калифорнию). По настоянию Фелипе де Неве Хосе Дарио Аргуэльо основал миссию на месте будущего Лос-Анджелеса. Фелипе де Неве противостоял Хуниперо Серре в вопросах секуляризации миссий и распределения земель солдатам и новообращённым.

## Статуя
7½ футовая литая бронзовая статуя Фелипе де Неве, созданная Генри Львом, была установлена в 1932 году в Plaza Park в районе Пуэбло в Лос-Анджелесе, штат Калифорния. Статуя установлена на 4-футовом валуне и содержит бронзовую табличку со следующей надписью:
«FELIPE DE NEVE (1728-84). SPANISH GOVERNOR OF THE CALIFORNIAS 1775-82. IN 1781, ON ORDERS OF KING CARLOS III OF SPAIN, FELIPE DE NEVE SELECTED A SITE NEAR THE RIVER PORCIUNCULA AND LAID OUT THE TOWN OF EL PUEBLO DE LA REINA DE LOS ANGELES, ONE OF TWO SPANISH PUEBLOS HE FOUNDED IN ALTA CALIFORNIA.»